# أشلي شادبورن مكينلي
أشلي شادبورن مكينلي (بالإنجليزية: Ashley Chadbourne McKinley)‏ هو مصور أمريكي، ولد في 23 يونيو 1896 في مارشال في الولايات المتحدة، وتوفي في 11 فبراير 1970 في فلوريدا في الولايات المتحدة.

## وصلات خارجية
- أشلي شادبورن مكينلي على موقع IMDb (الإنجليزية)
- أشلي شادبورن مكينلي على موقع كينوبويسك (الروسية)